# Ippona
Ippona (in latino Hippo o Hippo Regius) è un'antica città dell'Africa settentrionale, oggi Annaba in Algeria, che sorgeva nei pressi della foce del fiume Ubi (Seybouse).

## Storia

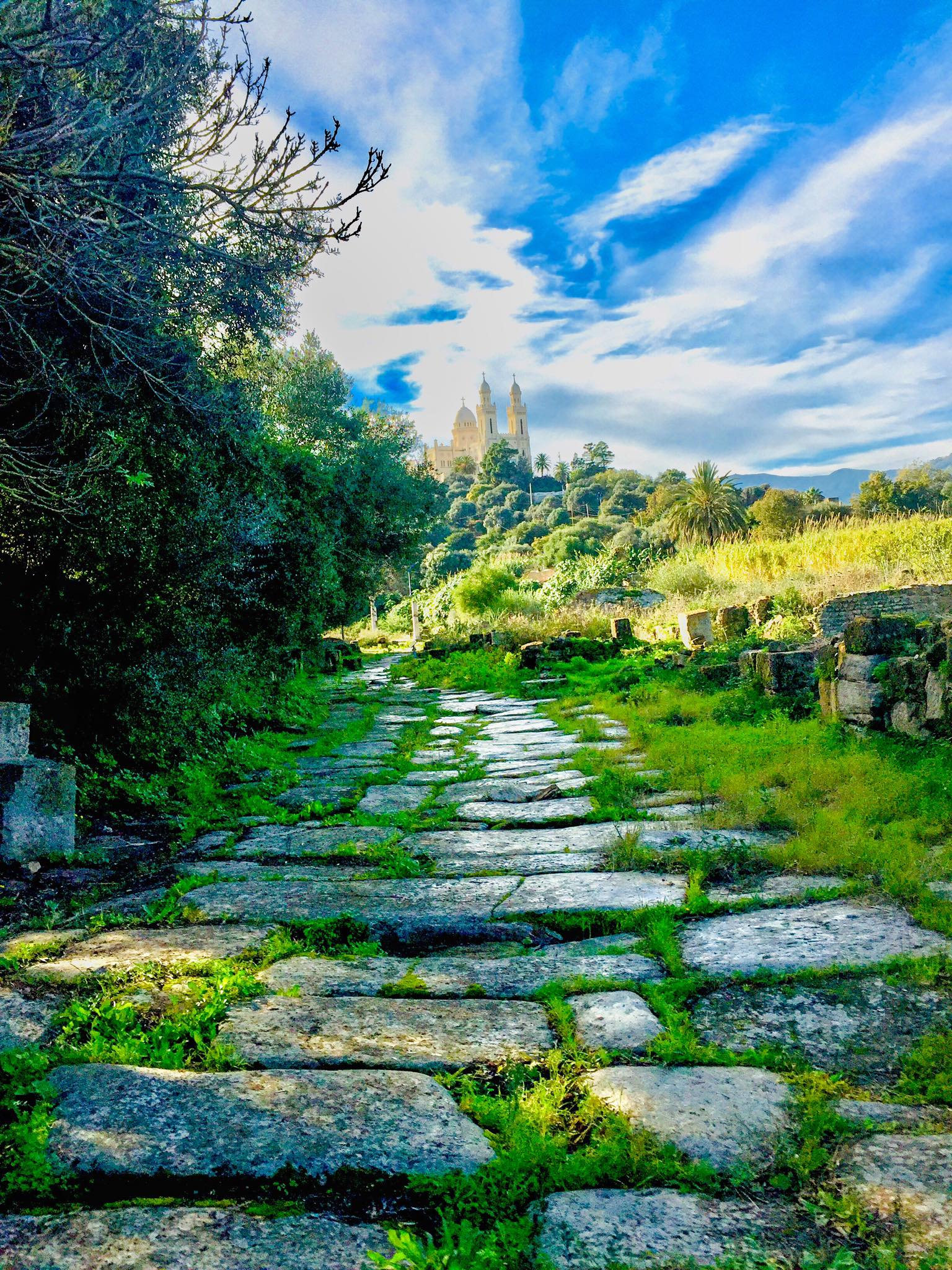
Rovine di Ippona e basilica di Sant'Agostino

Venne fondata come colonia dai Fenici e fu spesso scelta come residenza dai re di Numidia. Conobbe un notevole sviluppo economico sotto Roma in età imperiale e, nel IV secolo, divenne sede episcopale: il più illustre dei suoi vescovi fu Agostino (tra il 396 e il 430) che vi trovò la morte durante l'assedio dei Vandali di Genserico.
La città venne riconquistata dal generale bizantino Belisario nel 533 dopo la battaglia di Ticameron. Fu infine distrutta dagli Arabi nel VII secolo che poi la ricostruirono col nome di Annaba (in italiano Bona).